# Joel Padilla Peña
Joel Padilla Peña (Zacualpan, Compostela, Nayarit; 22 de julio de 1959) es un político mexicano, miembro del Partido del Trabajo (PT). Fue Diputado Local del Congreso de Colima en las LIII y LVIII Legislaturas. Actualmente es Senador del Congreso de la Unión por el estado de Colima.

## Inicios
Tiene estudios en Economía y Derecho en Ciencias políticas y es egresado de la Universidad del Alica. En 1981 fue Cofundador y dirigente de la Organización Tierra y Libertad, de Tepic, Nayarit. De 1989 a 1994 fue integrante de la Comisión Política Estatal del Movimiento de Izquierda Revolucionaria (MIR) de Guanajuato de la Coordinadora Nacional del Movimiento Urbano Popular (CONAMUP). 

## Política
Desde 1995 es Comisionado Político Nacional del Partido del Trabajo en Colima, donde ha promovido la creación de distintas organizaciones sociales tales como: Solicitantes de Vivienda "Tierra y Libertad", Sociedad Cooperativa de Servicios de Transporte Rey Colimán, Canasta Básica, Becas Y Educación Para Todos, Operación Milagro, Instituto “José Martí”, Asociación de Luchadores, Boxeadores y Réferis del Estado de Colima, Asociación de Padres Pro-Médicos en Cuba y la Asociación de Mujeres Ejemplares.
Fungió como diputado local en la LIII Legislatura del Congreso del Estado de Colima. Fue diputado federal en la LIX Legislatura de México representando al estado de Colima por representación proporcional. Fue integrante de las comisiones de Desarrollo rural, vigilancia de la auditoría superior de la federación, vivienda, especial para el campo y el comité de información, gestoría y quejas. 

### Elecciones de 2006
Fue candidato a Senador en 2006 en fórmula con Olivia Lara Villa durante las Elecciones federales de México de 2006, donde logró en coalición con el PRD y Convergencia 20,791 votos, lo que representa el 14.96% de la votación, perdiendo ambos frente a Jesús Dueñas Llerenas y Martha Sosa Govea. Por su parte, Olivia Lara obtuvo el 10.25%.

### Elecciones de 2009
Actualmente es Presidente del Partido del Trabajo en Colima y fue candidato a una diputación federal en coalición con Convergencia durante las Elecciones federales de México de 2009, obteniendo 12,665 votos, el 8.44%, solo por debajo de los candidatos del PAN y del PRI, Leoncio Morán Sánchez y Roberto Chapula de la Mora, quienes obtuvieron el 40.45% y 39.15% de la votación. Padilla Peña por su parte, quedó por arriba del candidato del PRD, José Ángel Méndez Rivera, quien obtuvo el 1.89%, del PVEM, de Nueva Alianza y del PSD. A pesar de esto, los buenos resultados posicionaron al PT como tercera fuerza electoral en el estado, desplazando al PRD y obteniendo una curul en el Congreso de Colima de la mano de Olaf Presa Mendoza, cosa que no sucedía desde que Joel Padilla lo fue durante la LIII Legislatura del Congreso del Estado de Colima.

## Actualidad
Gracias a estos buenos resultados, donde el PT logró obtener una votación histórica en el estado, Joel Padilla fue llamado por Alberto Anaya para que iniciara los preparativos de las Elecciones estatales de Tabasco de 2009 y así posicionarse como uno de los partidos de mayor fuerza en aquel Estado, como en la candidatura del Partido de la Revolución Democrática y PT, Fernando Mayans Canabal. Actualmente es Coordinador General del Instituto de educación José Martí y desarrolla, como presidente estatal del Partido del Trabajo, la construcción del Centro Universitario José Martí, los Centros de Desarrollo Infantil del Frente Popular Tierra y Libertad y el Instituto José Martí.
- Datos: Q5932764